# Fligny

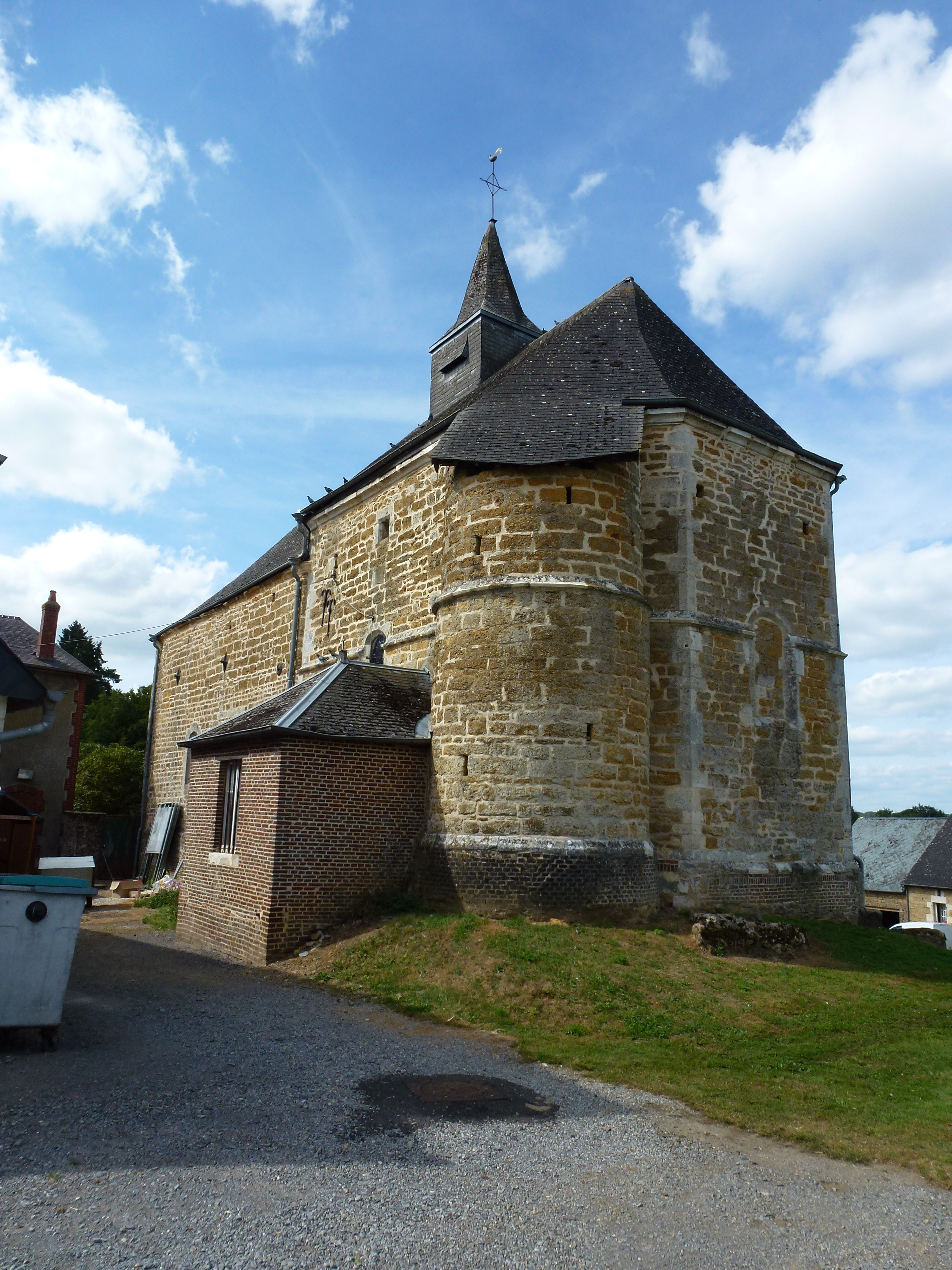
Kostel sv. Štěpána

Fligny je francouzská obec v departementu Ardensko v regionu Grand Est blízko belgické hranice. V roce 2011 zde žilo 188 obyvatel.

## Sousední obce
Any-Martin-Rieux (Aisne), Auge, Signy-le-Petit, Tarzy

## Pamětihodnosti
- Typický středověký opevněný kostel svatého Štěpána, jeden z mnoha v oblasti Ardennes.

## Vývoj počtu obyvatel
Počet obyvatel 